# 巴登大区
巴登大区，1941年3月後更名為巴登-阿爾薩斯大区（德語：Gau Baden-Elsaß），是納粹德國在1933年至1945年間在德國巴登和法國阿爾薩斯（自法國投降後）建立的行政區劃。在此之前，從1925年到1933年，巴登大区是納粹黨在該地區的地區分部。